# Andrena roscipes
Andrena roscipes är en biart som beskrevs av Johann Dietrich Alfken 1933. Andrena roscipes ingår i släktet sandbin, och familjen grävbin. Inga underarter finns listade i Catalogue of Life.